# 应变 (物理学)
應變在力学中定義為一微小材料元素承受應力時所產生的形變強度（或簡稱為單位長度形變量），因此是一個無量綱量。在經典材料力學中，應變的公式可以記為
{\displaystyle \varepsilon =\lim _{L\to 0}{\frac {\Delta L}{L}}}
其中{\displaystyle \varepsilon } 是應變，{\displaystyle L} 是材料元素的長度，{\displaystyle {\Delta L}} 是承受應力的變形量。不過隨應用的不同，也有不同的定義及公式。
應變的因次是長度的比例，在国际单位制中可以表示為m/m。
應變是無量綱量，也常常用百分比來表示。也可以用分率的表示方式，例如ppm、ppb等，分別對應μm/m和nm/m。
應變又可以分為正交應變與剪應變，正交應變的物理意義為長度的變形強度，剪應變的物理意義為角度變化量。
在直桿模型中，定義受外力的長度方向為縱向，不受力的長度方向為橫向，當縱向直接受力而變形時，橫向也會間接受影響而變形。因此定義受力的長度方向（縱向）由長度變形量除以原長而得“縱向正交應變”，不受力的橫向以截面邊長（或直徑）的變形量除以原邊長（或直徑）而得的“橫向正交應變”。橫向正交應變與縱向正交應變之比的絕對值稱作“泊松系数”，對大多數材料，此比值約為三分之一至四分之一。
应变和應力一樣都是由柯西提出。

## 应变分析架構
依照應變（或是局部形變）量的不同，形變的分析可以分為以下三種形變理論：
- 有限应变理论，也稱為大應變理論、大形變理論，用在旋轉和應變都比較大的應用。此情形下，連續體未形變的組態和形變後的組態有顯著的不同，需要有明確的區分。這一般會適用在彈性體、塑性變形材料、流體以及生物軟組織。
- 无穷小应变理论，也稱為是小應變理論、小形變理論、小位移理論或是小位移梯度理論，適用在旋轉和應變都很小的應用。此情形下，可以假設連續體未形變的組態和形變後的組態近似相同。无穷小应变理论適用在材料的形變是在彈性形變範圍內的場合，像是機械工程或是土木工程中，以混凝土及鋼為材料的情形。
- 大位移理論或大旋轉理論：假設應變很小，但有較大的位移及旋轉。